# Fonotelistyka

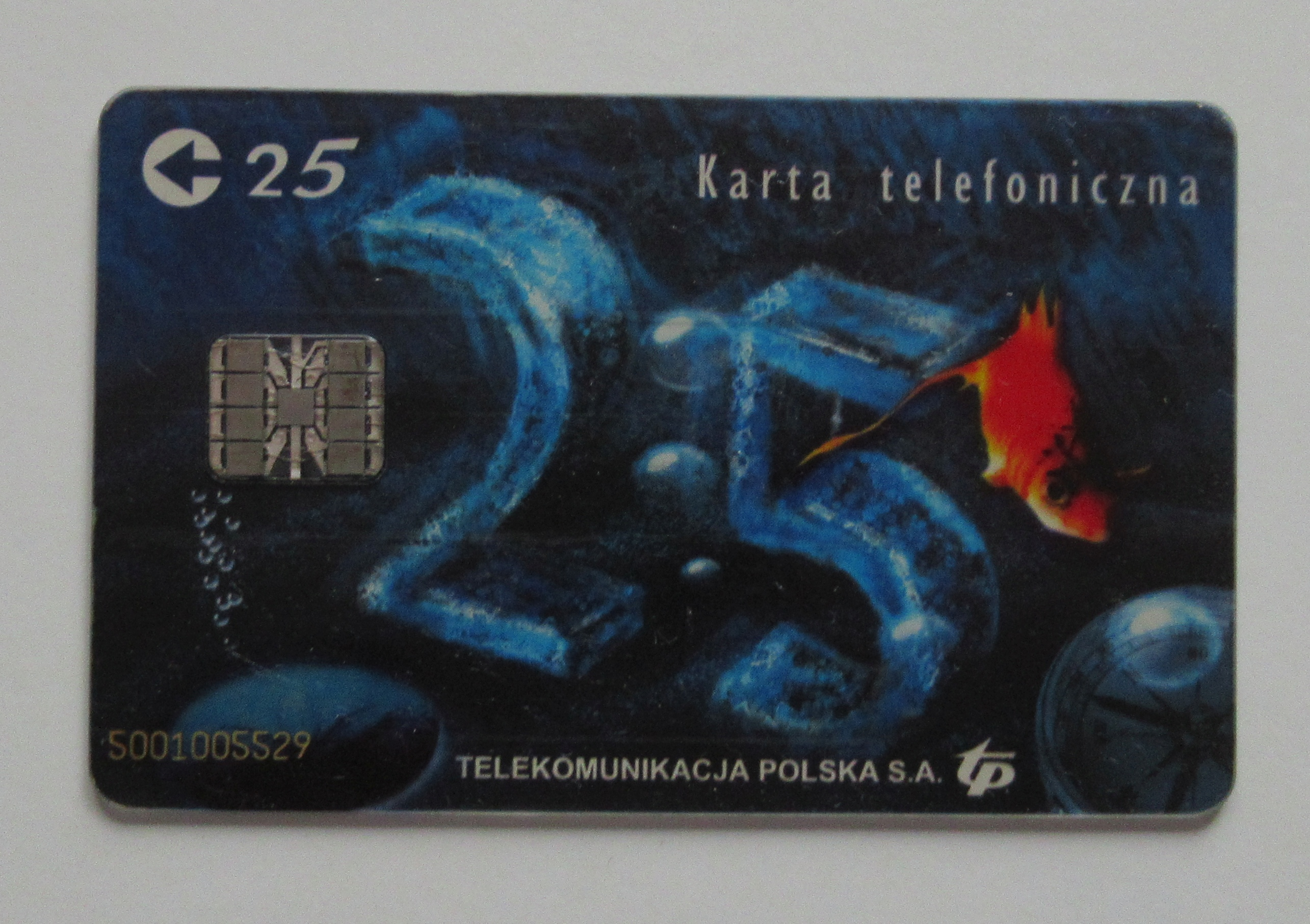
Polska karta telefoniczna

Fonotelistyka (fonokartystyka, filostyka) – kolekcjonowanie kart telefonicznych. Ten rodzaj kolekcjonerstwa rozwinął się w Polsce wraz z pojawieniem się aparatów na karty magnetyczne (Urmet – 1990 r.) i aparatów na karty z układami elektronicznymi (Centertel – 1995 r. i TP SA – 1996 r.).